# Келли, Анжело
Анжело Габриель Келли (англ. Angelo Kelly; род. 1981) — певец, автор песен, музыкант, продюсер.

## Биография
Когда Анжело родился в Памплоне 23 декабря 1981, он стал 12-м ребенком в семье («The Kelly Family»). Вскоре после его рождения его мама умерла от рака. Когда ему было 2 года, семья переехала во Францию, где Анжело вместе с остальными появлялся на сцене. В течение путешествий семьи Анжело не ходил в обычную школу, его обучал отец. Так же различные учителя в Европе учили его играть на гитаре и ударных. С семи лет он и сам начал писать песни.
На концерте в Варнемюнде в 1991 он познакомился с его будущей женой Кирой.
В последующие годы семья играла «на улицах», ездя по миру. В 1993 семья продала 300 000 дисков на концертах. В 1994 они выпустили диск «Over the hump», который разошёлся в 3 миллиона копий в Германии. До сегодняшнего дня этот альбом в Германии считается самым успешным.
А записи «на улицах», в залах и на стадионах были проданы более чем 20-миллионным тиражом, «The Kelly Family» стали одними из самых успешных групп в Европе. Анжело выступил сопродюсером, когда семья была в турах по Европе и записывала альбомы. В 1996 песня «I can’t help myself», которую он написал и спродюсировал, стала самым первым хитом в 10 странах. В 2002, после долгой и тяжелой болезни его отец Даниэл Джером Келли умер в возрасте 71 года. В течение следующих лет Анжело участвовал и в туре, и в нескольких других проектах.
В 2006 он открыл свою записывающую компанию «TEN4ONE Records», и выпустил свой дебютный альбом «I’m Ready» и также ездил по Европе со своей собственной группой.